# Магия Лесси
«Магия Лесси» (англ. The Magic of Lassie) — музыкальный фильм 1978 года, снятый на киностудии Wrather Corporation. Фильм известен тем фактом, что Джеймс Стюарт сыграл в нём одну из последних ролей в своей кинокарьере. Также картина стала его третьим киномюзиклом.
Его первым мюзиклом был фильм 1936 года «Рождённая танцевать», в котором Стюарт исполнил хит композитора Коула Портера «Easy To Love». Его партнёршей по тому фильму выступила Элианор Пауэлл (пела за неё Марджори Лейн). Вторым мюзиклом в его карьере стала картина 1941 года «Горшок с золотом», где его партнёршей была Полетт Годдар (за неё пела Вера Вэн).
Небольшие роли в фильме 1978 года сыграли такие звёзды, как Микки Руни и Элис Фэй. Сценарий и песни к фильму были написаны известными авторами Братьями Шерман, которые получили известность благодаря музыкальной комедии 1964 года «Мэри Поппинс» с Джули Эндрюс в главной роли. Их песня When You’re Loved в исполнении Дебби Бун была выдвинута на премию Американской киноакадемии в номинации «Лучшая песня». Лента стала единственным музыкальным фильмом с участием Лесси.
Фильм вышел в прокат немного позже блокбастера 1977 года «Звёздные войны» и показался публике старомодным, в результате чего провалился в прокате. Игра и пение Джеймса Стюарта также подверглось критике. После провала фильма он практически прекратил сниматься в кино, появляясь лишь на телевидении.

## Сюжет
История начинается на винном заводе Митчелла в Северной Калифорнии. Лесси живёт с Кловисом Митчеллом и его внуками, Крисом и Келли, но однажды объявляется бывший хозяин собаки. Он забирает Лесси к себе в Колорадо-Спрингс. Недовольная своим новым домом, собака убегает и путешествует по нескольким штатам, чтобы снова быть с семьёй Митчелл.

## В ролях
- Микки Руни — Гас
- Пернелл Робертс — Джемисон
- Стефани Цимбалист — Келли Митчелл
- Майкл Шарретт — Крис Митчелл
- Элис Фэй — официантка (Алиса)
- Джин Эванс — Шериф Эндрюс
- Джеймс Стюарт — Кловис Митчелл
- Майк Мазурки — Аполлон
- Роберт Луссьер — Финч
- Лейн Дэвис — Аллан Фогерти
- Уильям Флэтли — водитель грузовика
- Джеймс Рейнольдс — сотрудник Уилсон (как Джеймс В. Рейнольдс)
- Рейфорд Барнс — искатель вознаграждения
- WD Гудман — Большой Мануэль
- Хэнк Мэтни — рефери
- Бак Янг — телеведущий
- Дэвид Хаймс — отец-турист
- Рон Хонтейнер — служащий
- Эд васгерсиан — Ли
- Боб Кэшелл — Эд
- Робин Кавьезелл — девушка в казино
- Ральф Гарретт — Кеннельман
- Пит Келлетт — охранник
- Клаус Ханс — пилот вертолёта
- Карл Нильсен — мистер Керн
- Регина Валдон — миссис Керн